# Raionul Kahovka, Herson
Kahovka (în ucraineană Каховський район, transliterat: Kahovskîi raion) este un raion în regiunea Herson, Ucraina. Reședința sa este orașul regional Kahovka, care nu aparține raionului.

## Demografie
Componența lingvistică a raionului Kahovka
     Ucraineană (88,06%)
     Rusă (11,02%)
     Alte limbi (0,7%)
Conform recensământului din 2001, majoritatea populației raionului Kahovka era vorbitoare de ucraineană (88,06%), existând în minoritate și vorbitori de rusă (11,02%).